# Regiunea Arhanghelsk
Regiunea Arhanghelsk (rusă Арха́нгельская о́бласть) este un teritoriu din nordul Rusiei cu statut de subiect federal. Capitala și centrul administrativ al regiunii este orașul Arhanghelsk.

## Geografie
Regiunea Arhanghelsk, care include districtul național Neneția, se învecinează la nord cu Marea Albă, la vest cu Republica Carelia, la sud cu regiunile Kirov, Vologda și cu republica Komi.
Suprafața regiunii este de 587,400 km². Fusul orar este cel al Moscovei.

## Demografie
La recensămîntul din 2002 populația a fost de 1,336,539 locuitori, din care 74,8% în mediul urban. Bărbații reprezintă 47,1%, iar femeile 52,9% din populație.
Pe naționalități, populația se împărțea astfel: 1,258,938 ruși (94%), 27,841 ucraineni (2%), 10,412 bieloruși (0,8%), 8326 neneți (0,6%).